# К-500
К-500 — советский ракетный подводный крейсер стратегического назначения, корабль проекта 667Б «Мурена». В 1977—2000 годах входил в состав Тихоокеанского флота.

## История строительства
Зачислена в списки кораблей ВМФ СССР 19 марта 1974 года. Изначально предназначалась для 25-й дивизии подводных лодок, экипаж сформирован на базе камчатской 2-й флотилии подводных лодок и прошёл обучение в 93-м учебном центре ВМФ в Палдиски.
25 июля 1975 года заложена на судостроительном заводе имени Ленинского Комсомола в Комсомольске-на-Амуре под заводским номером 225. В марте 1976 года было начато формирование второго экипажа, завершённое в 1977 году.
Спуск К-500 на воду состоялся 14 июля 1976 года, переведена для достройки в Большой Камень, 19 декабря 1976 года вступила встрой, 5 февраля 1977 года принята в состав Тихоокеанского флота.

## История службы
4 марта вошла в состав 26-й дивизии подводных лодок с базированием на бухту Павловского (Фокино), в том же году передана 21-й дивизии с тем же местом базирования. У флотских остряков получила прозвище «Пол-литра», а тоже входившие в состав 21-й ДиПЛ однотипные подводные лодки К-497 и К-512 звали, соответственно, «Недолив» и «Перелив».
С 1977 по 1985 год выполнила девять боевых служб. В 1984 году во время боевой службы в северной части Тихого океана была обнаружена противолодочными силами ВМС США.
В 1985—1992 годах прошла капитальный ремонт на ДВЗ «Звезда», была перевооружена ракетами Р-29Д. В 1985 году был расформирован второй экипаж, а в 1988 году первый экипаж К-500 был переформирован во второй экипаж К-530 и расформирован. Одновременно второй экипаж К-512 был переформирован в экипаж К-500, в 1991 году, ещё до выхода корабля из ремонта, он был боеготовым и совершил боевую службу на борту К-497. В 1992 году экипаж К-500 был переформирован во второй экипаж К-497 и наоборот. С 1994 года переведена в состав 26-й ДиПЛ.
В 1994—1996 годах выполнила пять боевых служб.
Выведена из состава флота предположительно в 2000 году, в 2002—2003 годах выгружено отработанное ядерное топливо, в 2004 году утилизирована. Трёхотсечный реакторный блок хранился на плаву в бухте Разбойник, впоследствии разделан до одноотсечного блока и установлен на суше в пункте долговременного хранения реакторных отсеков «Устричный».